# Музеї Лісабона
Музеї Лісабона  (список).
- Національний Пантеон (Лісабон)
- Національний музей Азулежу
- Башта Белен
- Музей електрики (Лісабон)

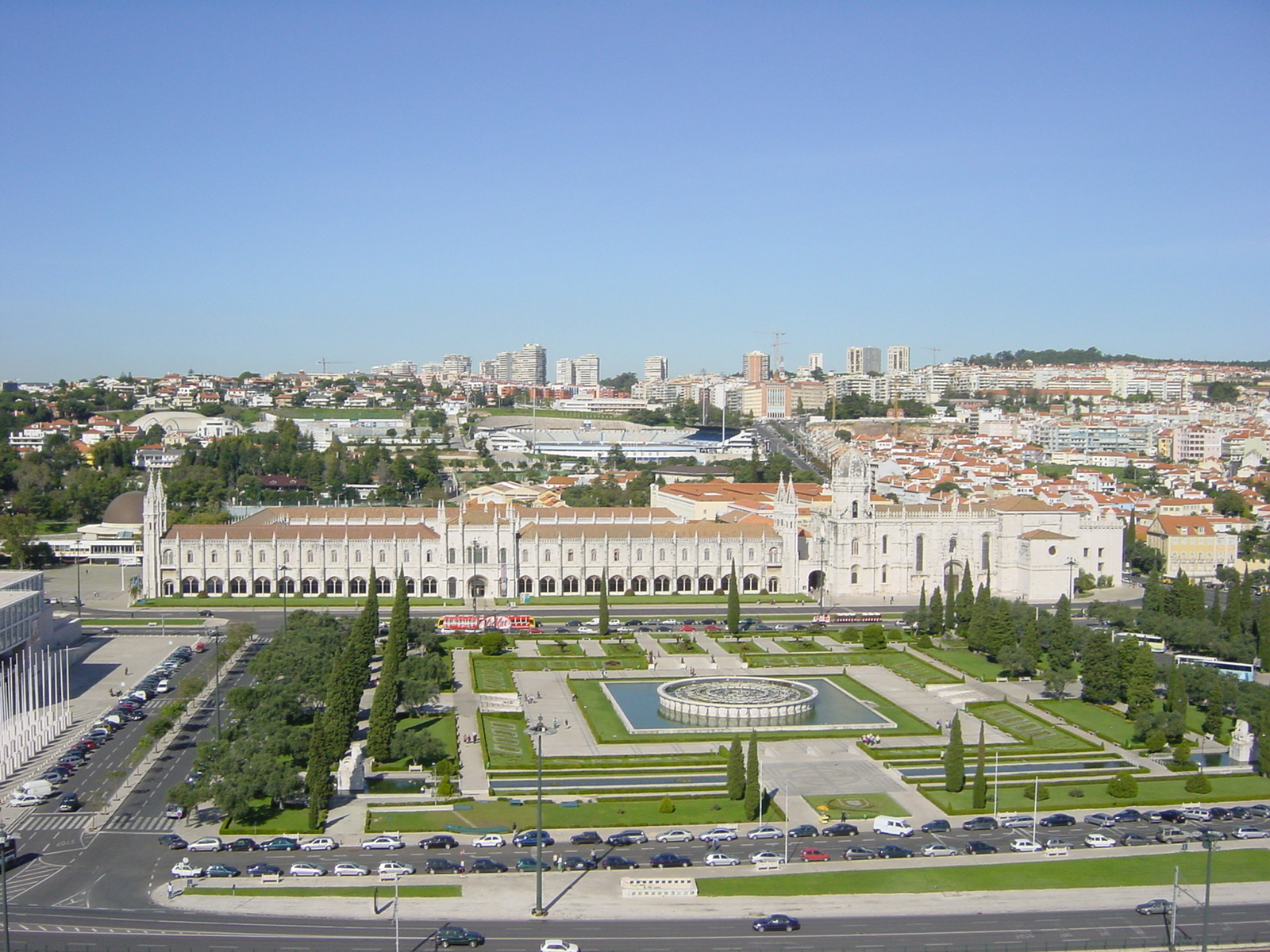
Туристичний квартал Лісабона — Санта-Маріа-де-Белень. Колишній монастир оо. єронімітів.

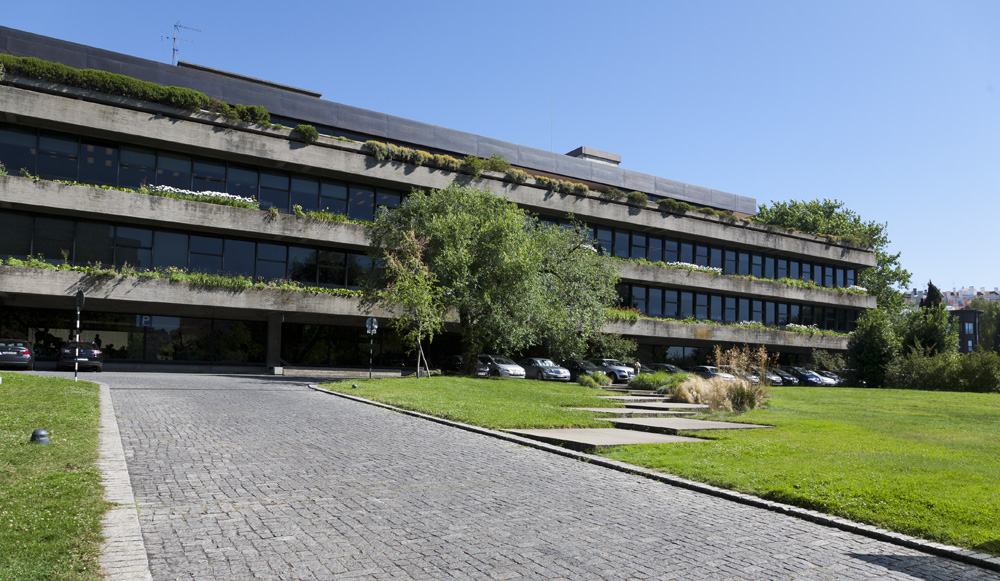
Музей Галуста Гюльбенкяна, художній, (Лісабон)

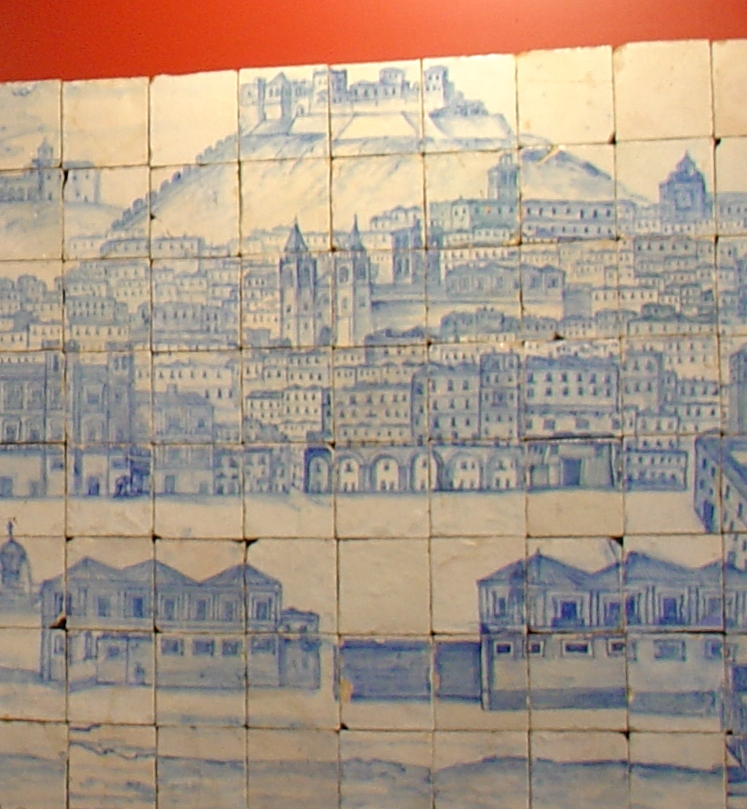
«Катедральний собор Санта Марія Майор у Лісабоні» до 1755 р. Національний музей азулежу.

- Національний археологічний музей (Лісабон)
- Музей води (Лісабон)
- Музей Галуста Гюльбенкяна , художній, (Лісабон)
- Морський музей (Лісабон)
- Національний музей старовинного мистецтва, (Лісабон)
- Військовий музей (Лісабон)
- Археологічний музей Карму

## Галерея

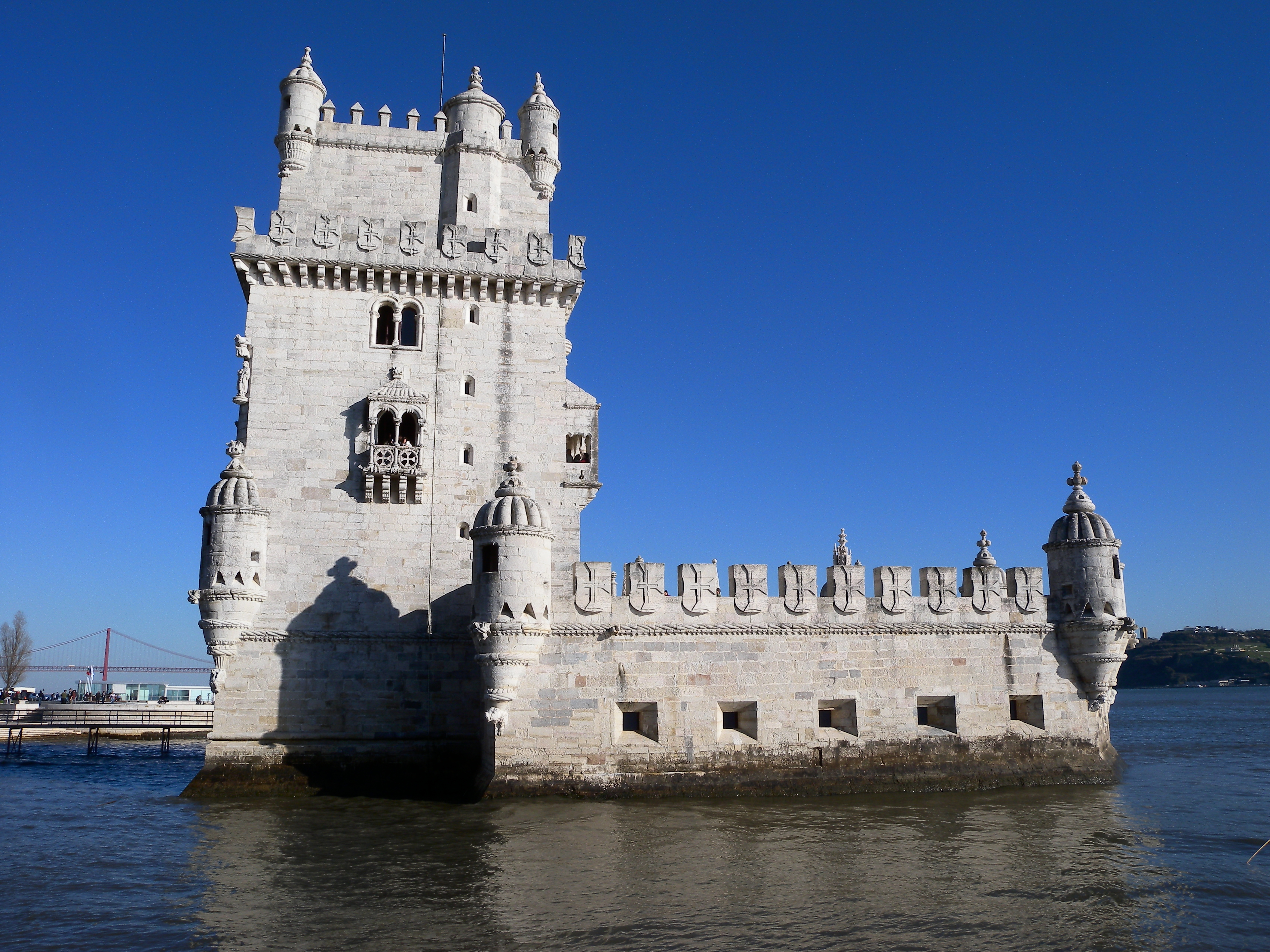
Башта Белен, один із символів міста Лісабон.
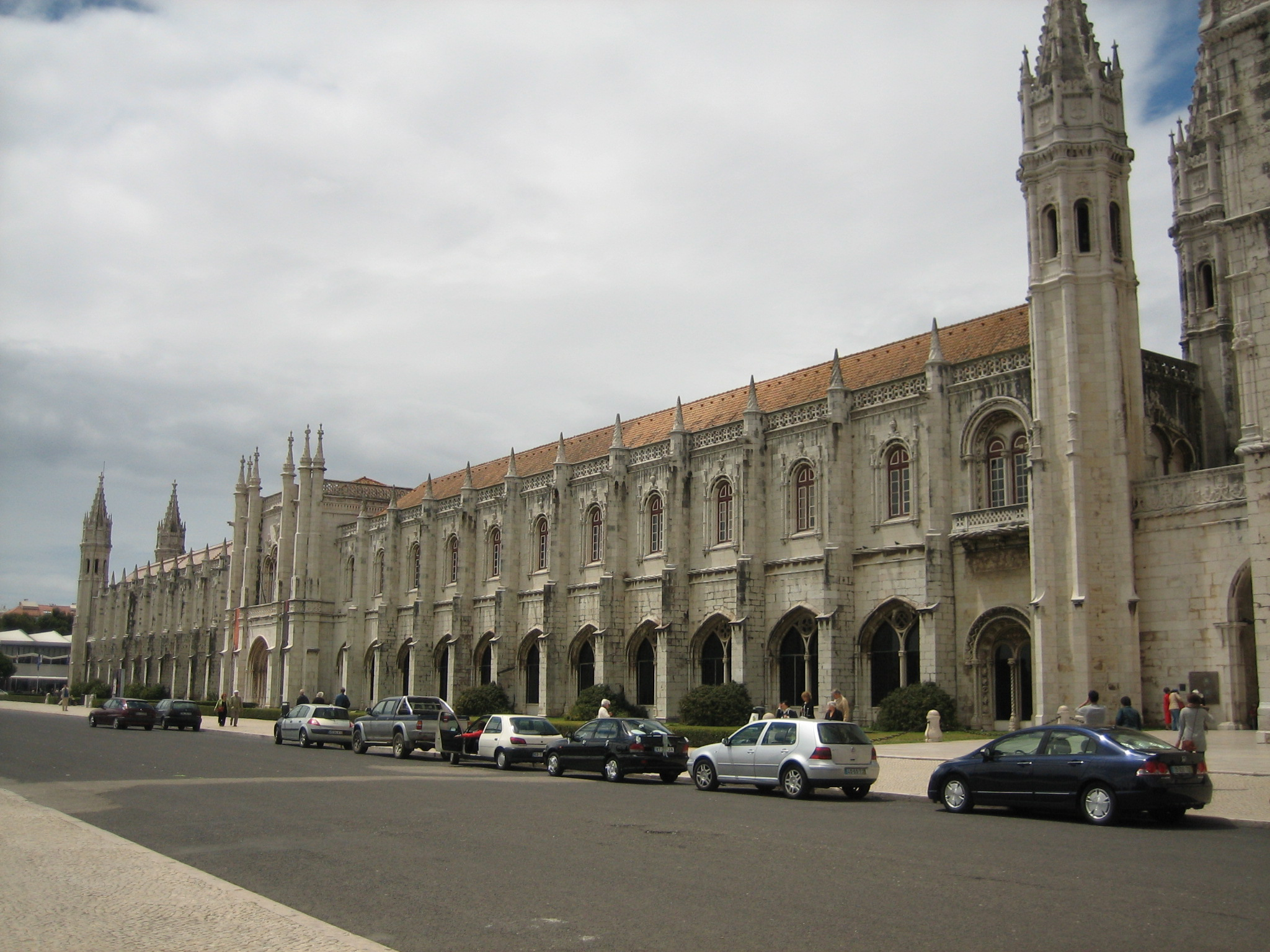
Колишній монастир оо. єронімітів, Лісабон, тут розташовані Національний археологічний музей та Морський музей
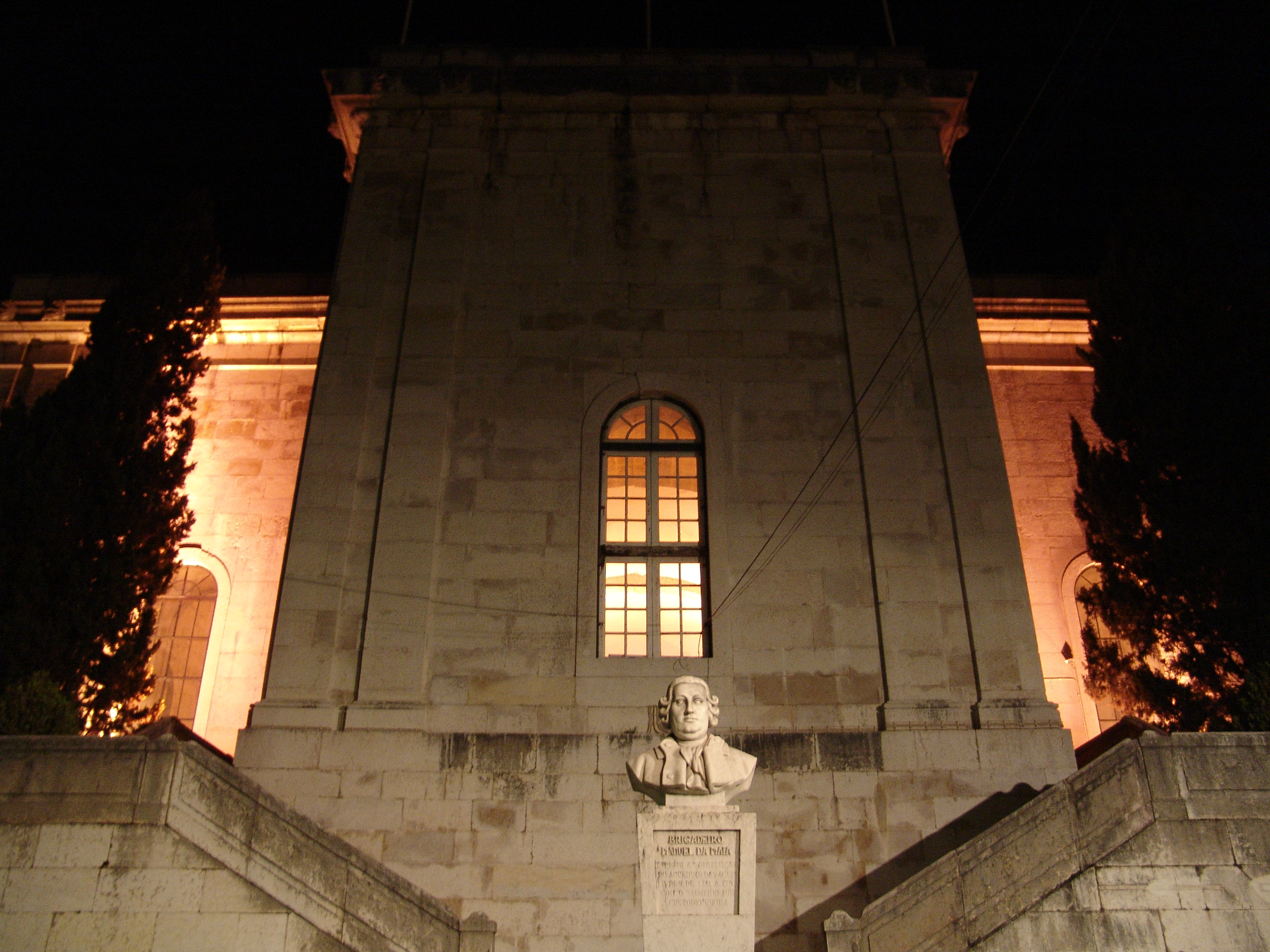
Музей води (Лісабон), підсвітка ввечері
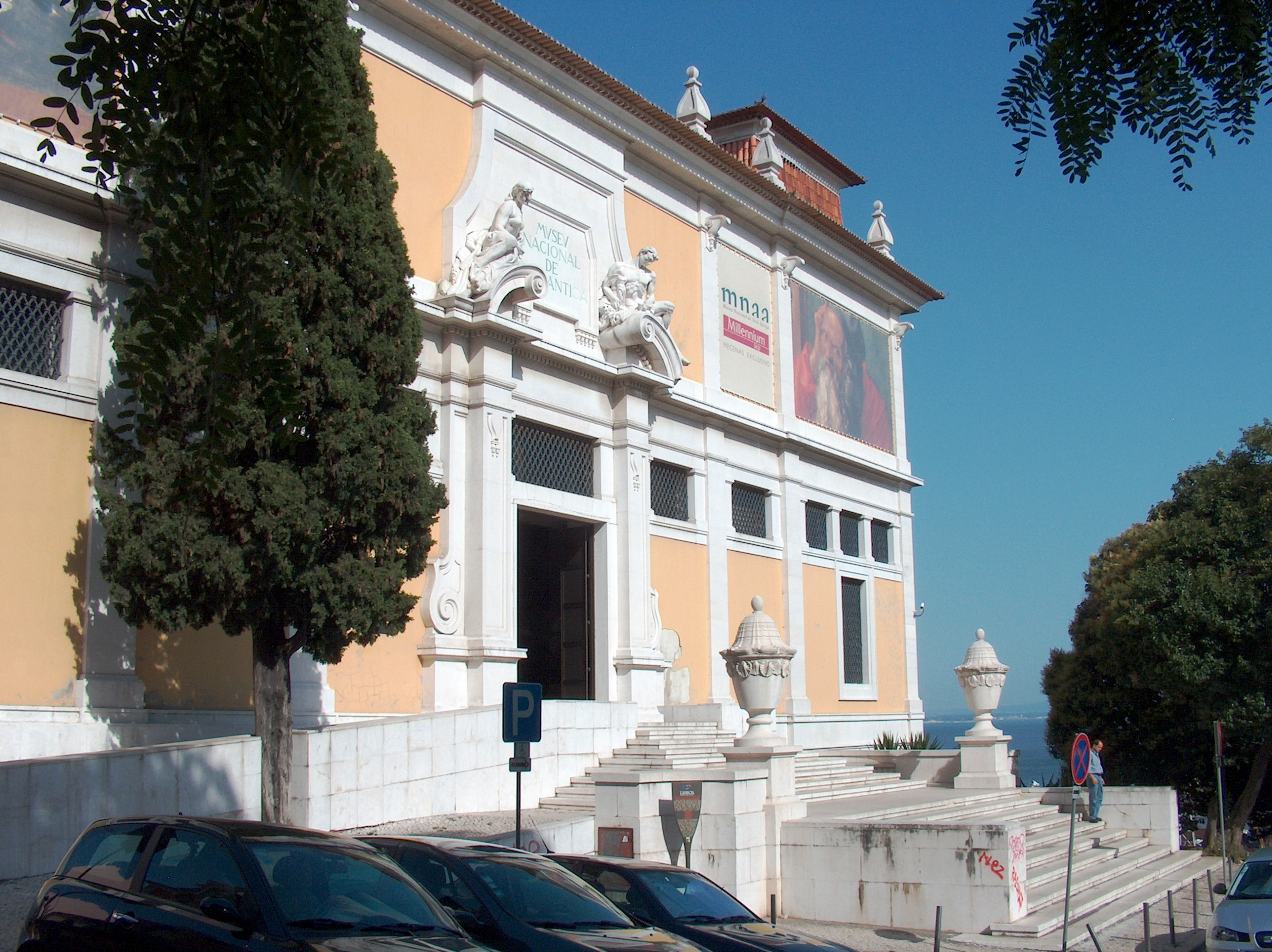
Національний музей старовинного мистецтва, (Лісабон)